# Kristianstads högre allmänna läroverk
Kristianstads högre allmänna läroverk var ett läroverk i Kristianstad verksamt från 1856 till 1968

## Historia
Skolan räknar sina anor tillbaka till 1634 och var en trivialskola till 1820. 1820 blev det en lärdomsskola och 1835 fick den namnet Hertig Karls skola (från 1850 Karl XVs skola). I anslutning till läroverksreformen 1849 blev skolan ett elementarläroverk, och från 1856 Kristianstads Högre Elementarläroverk. Från 1878 var namnet Kristianstads högre allmänna läroverk.
1966 kommunaliserades skolan. 1968 bytte skolan namn  till Söderportskolan. Studentexamen gavs från 1864 till 1968 och realexamen från 1907 till 1971.

## Byggnader
Huvudbyggnaden invigdes den 10 december 1875. Byggnaderna har byggts om och till ett flertal gånger. Den östra flygeln, där idag skolans bibliotek huserar, var ursprungligen gymnastiksal.
1951 uppfördes en fristående institutionsbyggnad norr om Söderportgymnasiet, i dagligt tal kallad "Sockerbiten". 1959 eldhärjades skolan hårt. När skolan återuppbyggdes tillkom den västra flygeln, där skolans aula ligger.